# Megachile mcnamerae
Megachile mcnamerae är en biart som beskrevs av Cockerell 1929. Megachile mcnamerae ingår i släktet tapetserarbin, och familjen buksamlarbin. Inga underarter finns listade i Catalogue of Life.